# Buslijn 3 (Utrecht)

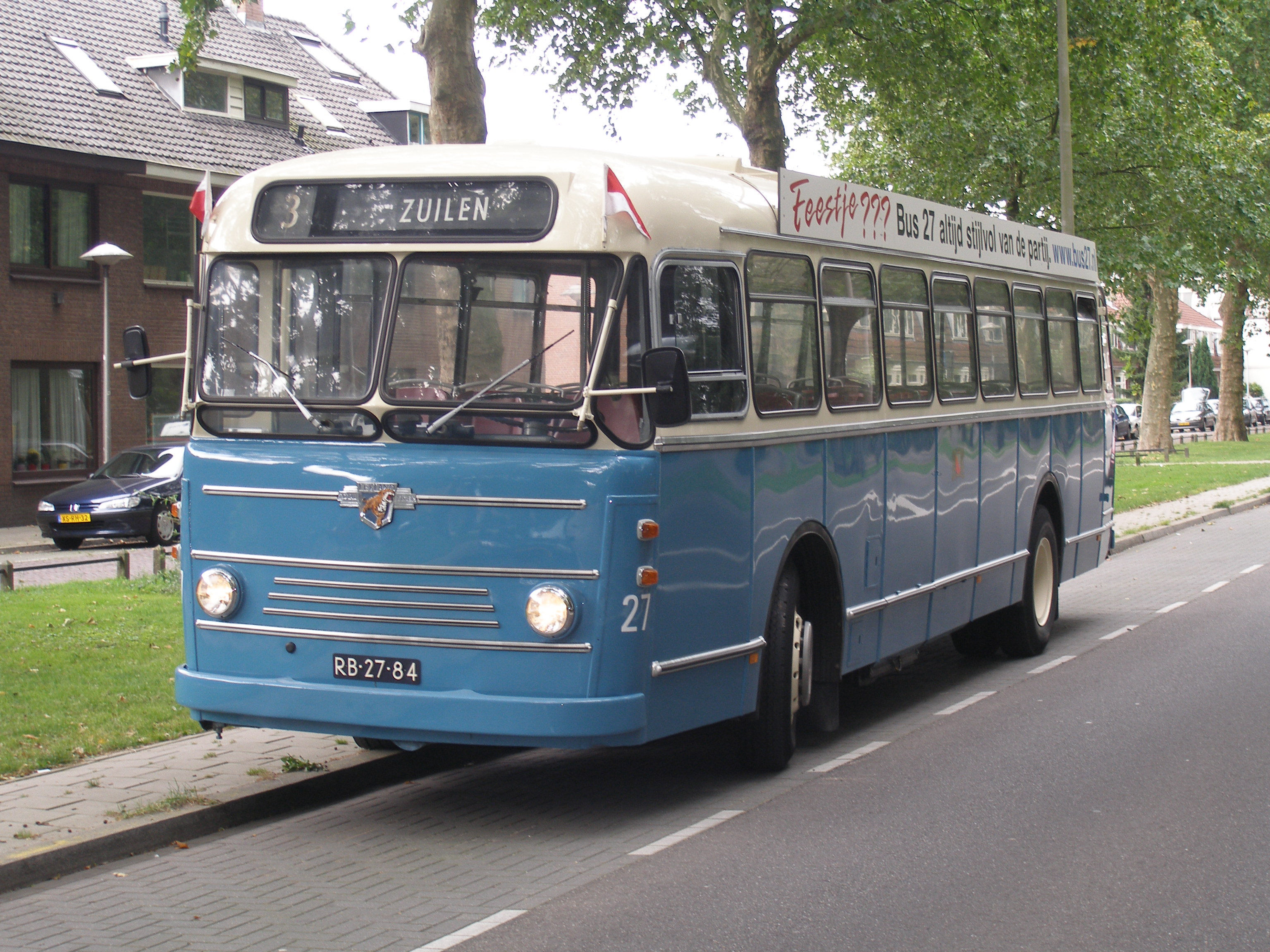
Leyland/Verheul museumbus 27 uit 1956 op lijn 3.

Buslijn 3 is een stadsbuslijn geëxploiteerd door U-OV (Qbuzz), tot 8 december 2013 door het GVU, in de stad Utrecht.

## Algemeen
De lijn is een ringlijn in beide richtingen  en verbindt station Utrecht Centraal met enerzijds de westelijke wijk Zuilen via de Amsterdamsestraatweg en anderzijds met de noordelijke wijk Overvecht maar ook beide wijken met elkaar. De lijn rijdt maandag tot en met zaterdag overdag elke 10 minuten en daarbuiten elke 15 minuten met gelede bussen. 

## Geschiedenis
De geschiedenis van de lijn gaat terug naar 1907, toen door de Gemeentetram Utrecht een tijdelijke lijn 3 werd ingesteld, in 1908 gevolgd door een definitieve tramlijn 3 van de Amsterdamsestraatweg in de toen nog zelfstandige gemeente Zuilen via het Centraal Station en het Vredenburg naar de Adriaen van Ostadelaan in het oosten van de stad. Later werd de tramlijn in noordwestelijke richting verlengd in Zuilen.
Op 25 augustus 1938 werd tramlijn 3 omgezet in een buslijn 3 met dezelfde route. In de Tweede Wereldoorlog werd de exploitatie door gebrek aan bruikbare brandstof steeds moeizamer, totdat de lijn na Dolle dinsdag (5 september 1944) geheel kwam te vervallen. Pas op 3 december 1945 kwam lijn 3 weer in exploitatie. Het oostelijk traject werd echter gereden als lijn 2, later lijn 12. In 1958 werden lijn 3 en 12 weer samengevoegd tot één lijn 3.   

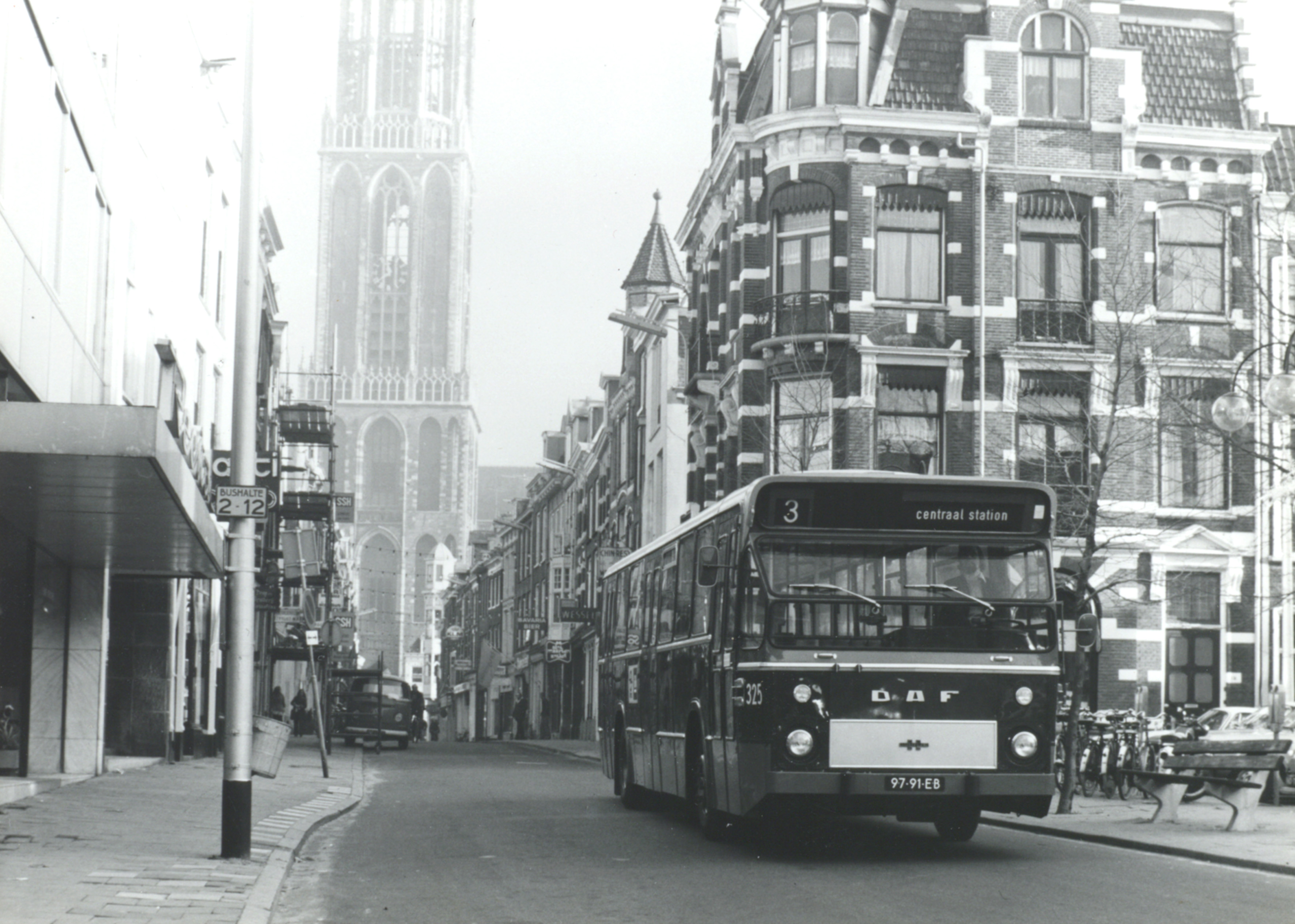
Standaardbus 325 in de Zadelstraat op lijn 3

Behalve enkele kleine routewijzigingen en een verlenging in Zuilen en de ligging van het eindpunt in Utrecht oost, dat achtereenvolgens gelegen was aan de Adriaen van Ostadelaan, de Jan van Scorelstraat, de Prins Hendriklaan, het stadion Galgenwaard en de Burgemeester Fockema Andreaelaan bleef deze route vrijwel hetzelfde als de voormalige tramlijn.
De belangrijke en drukke lijn gaf een verbinding met onder meer de binnenstad en het Spoorwegmuseum.Tot de komst van de gelede bussen na 1990 had lijn 3, jarenlang de drukste Utrechtse buslijn, een hoge spitsfrequentie. Vanaf 1974 bestond enkele jaren in de spitsuren een sneldienst 3S die in de drukste richting versterking bood en het Centraal Station niet aandeed.
Op 8 december 2013 ging de lijn over naar U-OV, van Qbuzz, en werd beperkt tot het westelijk traject Zuilen - Centraal Station. Het oostelijke traject via het Vredenburg naar de Burgemeester Fockema Andreaelaan in het oosten van Utrecht werd vervangen door een nieuwe lijn 8. Opmerkelijk is dat de route van de buslijn vrijwel gelijk was aan die van de oorspronkelijke tramlijn en dat lijn 3 dus 106 jaar vrijwel dezelfde route heeft gereden.
Op 2 juli 2016 is het lijnenstelsel in het stad Utrecht in het geheel opnieuw ingedeeld en het is waarschijnlijk toeval dat het lijn 3 is die het Centraal Station via de Amsterdamsestraatweg verbindt met het Prins Bernhardplein. Vervolgens rijdt de bus richting Overvecht in om als ringlijn weer bij het Centraal Station te eindigen.   